# The Globalist
 (novembre 2020).
The Globalist est un webzine, magazine quotidien en ligne fondé en 2000 par Stephan Richter, qui « se concentre sur l'économie, la politique et la culture de la mondialisation. » The Globalist « vise à fournir une analyse de l'actualité et des perspectives sur des questions mondiales de grande envergure qui touchent tous les citoyens du monde ». Les chroniqueurs les plus connus sont Alexei Bayer et Richard Walker.